# Rickard Bruch
Björn Rickard "Ricky" Bruch (ur. 2 lipca 1946 w Örgryte, zm. 30 maja 2011 w Ystad) – szwedzki lekkoatleta i aktor.
Trzykrotnie brał udział w igrzyskach olimpijskich, za każdym razem startując w konkurencji rzutu dyskiem. Podczas igrzysk w Monachium zdobył brązowy medal, na igrzyskach w Meksyku zajął 8. miejsce w finale, natomiast na igrzyskach w Montrealu odpadł w fazie eliminacji.
W 1972 ustanowił wynikiem 68,40 rekord świata w rzucie dyskiem.

## Rekordy życiowe
- pchnięcie kulą – 20,28 m (Oslo, 1973)
- rzut dyskiem – 71,26 m (Malmö, 1984), były rekord Szwecji